# Europa League (Judo)
Die Europa League ist eine europäische Judo-Vereins-Mannschaftsmeisterschaft für Herren und Frauen. Ausgetragen wird sie, wie die Champions League, unter dem Dach der Europäischen Judo Union. Startberechtigt sind vier Vereine der Nationalen Vereins Meisterschaften.

## Sieger

### Männer
| Saison | Gastgeberstadt    | Champion          | Vize-Champion     | Dritter                                       |
| ------ | ----------------- | ----------------- | ----------------- | --------------------------------------------- |
| 2014   | Hoofddorp         | Fighter Tbilisi   | Kenamju Haarlem   | Sporting Clube De Portugal Judo Club Red Star |
| 2015   | Tbilisi           | Sagaredjo         | KBR Nalchik       | Edelweiss Grozny Shevardeni 2005              |
| 2016   | Belgrad           | New Stream        | Red Star Belgrade | JC Akademik SGS Judo                          |
| 2017   | Wuppertal         | Edelweiss Grozny  | CJ Valencia       | Hamburger Judo Team e.V. ARIS JC              |
| 2018   | Bucharest         | Golden Gori       | ESBM Blanc-Mesnil | Ratiborets FLAM 91                            |
| 2019   | Odivelas          | Fighter Tbilisi   | Sucy Judo         | TSV Abensberg ARIS JC                         |
| 2020   | abgesagt          | abgesagt          | abgesagt          | abgesagt                                      |
| 2021   | Prag              | PSG Judo          | SGS Judo          | SC Akhmat SC UWS                              |
| 2022   | nicht ausgetragen | nicht ausgetragen | nicht ausgetragen | nicht ausgetragen                             |

### Frauen
| Saison | Gastgeberstadt    | Champion          | Vize-Champion                     | Dritter                                 |
| ------ | ----------------- | ----------------- | --------------------------------- | --------------------------------------- |
| 2014   | Hoofddorp         | JSV Speyer        | Judo Club Cortaillod              | Kenamju Haarlem Sainte Genevieve Sports |
| 2015   | Tbilisi           | JTS Noord-oost    | SK Shabolovka                     | Dinamo Rno-alania AJ Limoges            |
| 2016   | Belgrad           | CJ Valencia       | Slavija Novi Sad                  | Yawara-Neva JC Pontault Combault        |
| 2017   | Wuppertal         | FLAM 91           | 1. Judo-Club Mönchengladbach e.V. | Fiamme Gialle Roma JC Vinkovci          |
| 2018   | Bucharest         | RSC CHAMPIGNY     | ESBM BLANC-MESNIL                 | SGS Judo Ratiborets                     |
| 2019   | Odivelas          | US Orléans        | Ujisk Slavija                     | SGS Judo Olymp Krasnodar                |
| 2020   | abgesagt          | abgesagt          | abgesagt                          | abgesagt                                |
| 2021   | Prag              | PSG Judo          | SC UWS                            | SPORT Judo Blanc Mesnil                 |
| 2022   | nicht ausgetragen | nicht ausgetragen | nicht ausgetragen                 | nicht ausgetragen                       |